# Ciclone Ana
O ciclone tropical severo Ana foi um dos três ciclones tropicais a impactar a nação insular de Fiji no final de janeiro de 2021. Foi o quinto distúrbio tropical, o terceiro ciclone tropical e o segundo ciclone tropical severo da temporada de ciclones do Pacífico Sul de 2020–21, Ana se originou de um distúrbio tropical a leste de Vanuatu em 26 de janeiro. A perturbação vagarosamente serpenteava para o leste antes de se fortalecer para o ciclone tropical Ana em 29 de janeiro. Pouco antes do landfall, a tempestade se intensificou para um ciclone tropical de categoria 2 na escala australiana e mais tarde para um ciclone tropical severo de categoria 3.

## História meteorológica
Durante 26 de janeiro, o Serviço Meteorológico de Fiji (FMS) informou que o Distúrbio tropical 05F se desenvolveu dentro da zona de convergência do Pacífico Sul cerca de 220 km (140 mi) ao nordeste de Porto Vila em Vanuatu. Durante aquele dia, o sistema moveu-se para o leste e desenvolveu-se em uma depressão tropical, dentro de uma área de cisalhamento do vento vertical baixo a moderado. Ao longo dos próximos dias, o sistema moveu-se para o leste e gradualmente se desenvolveu ainda mais, conforme a convecção atmosférica começou a envolver o centro de circulação de baixo nível do sistema. Durante o dia de 29 de janeiro, o FMS relatou que a depressão se transformou num ciclone tropical de categoria 1 na escala australiana e o nomeou de Ana. Nesta época, o sistema estava localizado a cerca de 350 km (220 mi) ao noroeste de Nadi em Fiji e começou a ser dirigido para sul-sudeste em direção a Fiji, por uma crista de alta pressão a nordeste do sistema.  O Joint Typhoon Warning Center dos Estados Unidos subsequentemente iniciou os alertas sobre o sistema recém-nomeado e o designou como Ciclone Tropical 15P.
Durante 30 de janeiro, Ana continuou a desenvolver e foi classificada como um ciclone tropical de categoria 2, depois que uma feição ocular começou a se desenvolver em imagens de radar e micro-ondas. Posteriormente, o sistema começou a se mover para o sul e atingiu a costa perto de Rakiraki, na ilha fijiana de Viti Levu, antes de emergir na passagem de Kadavu no dia seguinte. O JTWC posteriormente relatou que o sistema atingiu o pico com ventos sustentados de 1 minuto de 120 km/h (75 mph), o que o tornou equivalente a um furacão de categoria 1 na escala de furacões de Saffir-Simpson. Ana posteriormente passou por Kadavu antes que o FMS relatasse que o sistema havia atingido o pico como um ciclone tropical severo de Categoria 3, com velocidades de vento sustentadas de 10 minutos de 120 km/h (75 mph).

## Preparações e impacto
Em Fiji, o Serviço Meteorológico de Fiji colocou um Alerta de Ciclone Tropical em vigor para Vanua Levu, Yasawa e Mamanuca, bem como ilhas menores próximas. Um alerta de vento forte foi emitido para o norte de Viti Levu, enquanto um alerta de vendaval foi colocado em prática para Vanua Levu, Taveuni e Lau. Enquanto isso, avisos e alertas de chuva forte foram emitidos para partes do país. Com a ameaça de chuvas fortes, um Alerta de Inundação foi emitido para áreas baixas e pequenos riachos ao longo do rio Qawa, com Alertas de Inundação Repentinas para Vanua Levu e para Viti Levu das cidades de Ba a Rakiraki. Todas as escolas em Fiji foram fechadas por precaução em 29 de janeiro, com professores solicitados a ajudar a preparar as salas de aula como centros de evacuação, se necessário. Um toque de recolher noturno foi determinado entre 29 e 31 de janeiro. Mais de 2.000 residentes foram evacuados para abrigos em Fiji.
As fortes precipitações associadas à depressão atingiram Fiji já em 28 de janeiro, causando inundações em Rakiraki. Em 29 de janeiro, o rio Nadi transbordou devido às fortes chuvas, inundando partes de Nadi. As imagens de Ba mostraram fortes inundações em partes da cidade. Danos extensos após o desembarque foram relatados na maioria de Viti Levu, especialmente na capital Suva, que foi atingida diretamente, com 5 pessoas (incluindo um menino de três anos) desaparecidas. Rios em Fiji rapidamente transbordaram enquanto deslizamentos de terra destruíram o que restou de algumas casas.  Os cortes de energia se espalharam por todo o país e um homem de 49 anos foi confirmado como morto por afogamento nas enchentes. Outras 7.600 pessoas foram evacuadas para centros de evacuação durante a tempestade em regiões semelhantes às quais foram devastadas pelo ciclone de categoria 5 Yasa um mês antes.